# هیثکات ویلیامز
هیثکات ویلیامز (انگلیسی: Heathcote Williams; ۱۵ نوامبر ۱۹۴۱ – ۱ ژوئیهٔ ۲۰۱۷) شاعر، هنرپیشه، نمایشنامه‌نویس اهل انگلستان بود.
از فیلم‌ها یا برنامه‌های تلویزیونی که وی در آن نقش داشته‌است می‌توان به اورلاندو، آلیس در سرزمین عجایب، هتل، غریزه اصلی ۲، شهر اخگر، طوفان، کاش اینجا بودی، در جستجوی ریچارد، ادیسه، آب‌میوه آبی، دوشنبه طوفانی و وحی اشاره کرد.